# Kreator-Projekty
Kreator-Projekty – ogólnopolski kwartalnik branżowy rynku gotowych projektów domów (do końca 2008 dwumiesięcznik), wydawany przez KRN media sp. z o.o. Na rynku czasopismo obecne jest od roku 1999; najpierw pod nazwą "Projekty – Domy i Wnętrza". Nazwa "Kreator-Projekty" została przyjęta począwszy od pierwszego numeru w roku 2004.
Dużą część każdego numeru zajmują prezentacje gotowych projektów domów. Część redakcyjna zawiera artykuły tematyczne, a także prezentacje technologii budowlanych i wykończeniowych.